# Alexander Chaplin
Alexander Chaplin (né Alexander Gaberman le 20 mars 1971) à New York est un acteur américain. Son rôle le plus connu est celui de James Hobert dans la sitcom Spin City.
Chaplin a également joué dans trois épisodes de Scrubs, le sitcom de Bill Lawrence, entre 2004 et 2007.

## Filmographie
- 1993 : Homicide (TV) : Remise en question (Gone for Goode)  (saison 1 épisode 1)  : Johnny
- 1995 : Basketball Diaries de Scott Kalvert : Bobo
- 1996 - 2000 : Spin City (TV) : James Hobert III
- 1999 : 30 Days de Aaron Harnick : Mike Charles
- 2003 : New York, police judiciaire (TV) : Corps perdus  (saison 14 épisode 1)  : Tim Schwimmer
- 2004 - 2007 : Scrubs (TV)
- 2004 : Dog Gone Love de Rob Lundsgaard : Steven Merritt
- 2006 : Shut Up and Sing de Bruce Leddy : Ted
- 2007 : Numbers (TV) : La Théorie du complot  (saison 3 épisode 18)  : Austin Parker
- 2007 : New York City Serenade de Frank Whaley : Terry
- 2008 : Marlowe, le chien policier de John Murlowski : Barry
- 2009 : Ugly Betty (TV) : Deux sœurs au bord de la crise de nerfs  (saison 3 épisode 12)  : Fabian
- 2013 : Shake It Up (TV) : Le grand nettoyage  (saison 3 épisode 11)  : Sergei
- 2013 : Syrup (en) d’Aram Rappaport : Paul
- 2014 : Le Rôle de ma vie de Zach Braff : Rabbi Rosenberg
- 2015 : Silicon Valley (TV) : Changement de donne à Sand Hill  (saison 2 épisode 1)  : l'investisseur de Stern Taylor
- 2016 : Elementary (TV) : Petits meurtres entre amis  (saison 4 épisode 21)  : Davis Potter
- 2017 : Kevin Can Wait (TV) : Neighborhood Watch  (saison 1 épisode 18)  : Stuart
- 2018 : Blue Bloods (TV) : Vieux amis (Close Calls)  (saison 8 épisode 17)  : Mickey Cardoza
- 2019 : The Assistant de Kitty Green : Max
- 2019 : The Report de Scott Z. Burns : Sean Murphy
- 2019 : Blindspot (TV) : Air Force One  (saison 4 épisode 13)  : Garret Young
- 2021 : FBI (TV) : L'effet domino (Trigger Effect)  (saison 3 épisode 14)  : Neil Jacobs